# Панино (Вологодская область)
Панино — деревня в Вашкинском районе Вологодской области.
Входит в состав Андреевского сельского поселения, с точки зрения административно-территориального деления — в Андреевский сельсовет.
Расстояние по автодороге до районного центра Липина Бора — 36 км, до центра муниципального образования деревни Андреевская — 5 км. Ближайшие населённые пункты — Аниково, Гавриловская, Марково.
По данным переписи в 2002 году постоянного населения не было.